# 124104 Balcony
124104 Balcony è un asteroide della fascia principale. Scoperto nel 2001, presenta un'orbita caratterizzata da un semiasse maggiore pari a 2,2336803 UA e da un'eccentricità di 0,1624787, inclinata di 2,92420° rispetto all'eclittica.